# Laura van der Heijden
Laura van der Heijden (nascida em 27 de junho de 1990) é uma handebolista holandesa. Integrou a seleção holandesa feminina que terminou na quarta posição no handebol dos Jogos Olímpicos de Verão de 2016, realizados no Rio de Janeiro, Brasil. Atua como armadora direita e joga pelo clube Esbjerg. Competiu pelos Países Baixos no Campeonato Mundial de Handebol Feminino de 2011 no Brasil e foi medalha de prata em 2015 na Dinamarca.